# Čestmír Loukotka
Čestmír Loukotka (12. listopadu 1895 Chrášťany – 13. dubna 1966 Praha) byl český lingvista a etnolog. Je představitel české etnolingvistiky a srovnávací lingvistiky indiánských jazyků. 

## Život
Absolvoval obchodní akademii. Před první válkou studoval na Sorbonně americkou etnologii u Paula Riveta. Pracoval jako úředník, teprve od roku 1950 pracoval vědecky v Náprstkově muzeu a poté v Ústavu pro etnografii a folkloristiku ČSAV, účastnil se i expedice v Brazílii.
Jeho největší přínos spočívá v dodnes užívané klasifikaci indiánských jazyků Jižní Ameriky na lexikálním základě. Metody klasifikace jazyků uplatnil také pro papuánské jazyky. Vydal knihu o vývoji písma.
Jeho dcera byla prozaička a překladatelka Jarmila Loukotková (1923–2007).

## Dílo
- Roztřídění jihoamerických jazyků, Praha, 1935, též španělsky jako Clasificación de las lenguas sudamericanas, Praha, 1935 a posmrtně anglicky jako Classiffication of South American Indian Languages, Berkeley, 1968.
- Vývoj písma, Praha, 1946.
- Classification des langues papoues, Lingua Posnaniensis 6 (Poznań), s. 19–83.